# Já, legenda
Já, legenda v originále (I Am Legend) je sci-fi thriller film natočený v USA v roce 2007. V USA měl film premiéru 14. prosince 2007, v Česku 10. ledna 2008. Film natočil Francis Lawrence podle scénáře Marka Protosevicha a Akivy Goldsman, hlavní roli obsadil Will Smith. O projektu se jednalo od roku 1994.
Jde o už třetí adaptaci novely Richarda Mathesona Jsem legenda (v originále rovněž I Am Legend). První byla natočena v roce 1964 pod názvem The Last Man on Earth, další pod názvem The Omega Man v roce 1971.
Jedna ze scén natáčená v New Yorku stála 5 milionů dolarů, což je dosud největší částka, jakou stálo zfilmování scény ve městě, celkově film stál 150 milionů dolarů.

## Děj
Hlavní hrdina filmu, doktor Robert Nevill, je, jak se původně domnívá, jediný člověk, který přežil katastrofální epidemii, způsobenou zmutovaným geneticky modifikovaným virem spalniček, který se měl stát lékem na rakovinu. Většina lidstva zahynula a zbytek se proměnil v zombie. Nevill se snaží vyvinout látku, která by mohla nemoc potřít. On sám je vůči nákaze vzduchem i kontaktem imunní. Cestuje městem se svým psem, fenkou německého ovčáka Sam, která je jediným pojítkem s jeho rodinou, která zahynula při evakuaci New Yorku. Když se i Sam, poté co je zraněna, začne proměňovat v zombie a Nevill ji musí zabít, ztratí chuť k životu. Tu mu navrátí nové setkání s pobožnou Annou a jejím synem – Robert v těžké chvíli uzří poselství Boha, díky němuž se rozhodne k radikálnímu činu a zachrání tak pro lidstvo lék, který právě objevil.